# Røven af 4. division
Røven af 4. division er en amerikansk komediefilm fra 1981 instrueret af Ivan Reitman efter manuskript af Harold Ramis, der sammen med Bill Murray spiller hovedrollerne i filmen.

## Medvirkende
- Bill Murray
- Harold Ramis
- Warren Oates
- P. J. Soles
- Sean Young
- John Candy
- John Larroquette
- John Diehl
- Lance LeGault
- Conrad Dunn
- Judge Reinhold